# 1751

## Esdeveniments
Països Catalans
- Comença a publicar-se l'Enciclopèdia.

Resta del món
- El Papa Benet XIV condemna la francmaçoneria.
- Primer diari del Canadà,

## Naixements
Països Catalans
- 12 de juliol, Barcelona: Francesc Salvà i Campillo, metge, físic i meteoròleg català.

Resta del món
- 16 de març, Port Conway, Virgínia, EUA):James Madison, advocat, polític, 4t President dels Estats Units. (m. 1836)[1]
- 1 de maig, Gloucester, Massachusetts: Judith Sargent Murray, escriptora estatunidenca que escrigué sobre els drets de les dones (m.1820).[2]
- 30 de juliol, Salzburg, Arxiducat d'Àustria: Maria Anna Mozart, música austríaca, germana de Wolfgang Amadeus Mozart.[3]
- 10 de setembre, Cento, Emília-Romanya: Bartolomeo Campagnoli, violinista i compositor italià (n. 1827).[4]
- 9 de desembre, Parma: Maria Lluïsa de Borbó-Parma, reina consort d'Espanya de 1788 a 1808 (m. 1819).[5]

- Heinrich Leopold Rohrmann, organista i compositor alemany.

## Necrològiques
Països Catalans
Resta del món
- 17 de gener - Venècia, Albinoni, compositor.
- 20 de maig - Roma (Itàlia): Domènec Terradellas, compositor d'òpera catalano-italià (n. 1713).[6]
- 12 de juny - Japó: Tokugawa Yoshimune, 39è shogun. (n. 1684)